# Брейнігсвілл (Пенсільванія)
Брейнігсвілл (англ. Breinigsville) — переписна місцевість (CDP) в США, в окрузі Лігай штату Пенсільванія. Населення — 7495 осіб (2020).

## Географія
Брейнігсвілл розташований за координатами 40°32′19″ пн. ш. 75°38′2″ зх. д. / 40.53861° пн. ш. 75.63389° зх. д. (40.538486, -75.633779).  За даними Бюро перепису населення США в 2010 році переписна місцевість мала площу 8,35 км², з яких 8,34 км² — суходіл та 0,01 км² — водойми.

## Демографія
Згідно з переписом 2010 року, у переписній місцевості мешкало 4138 осіб у 1550 домогосподарствах у складі 1112 родин. Густота населення становила 495 осіб/км².  Було 1677 помешкань (201/км²).
Расовий склад населення:
| - 79,9 % — білих - 11,1 % — азіатів - 5,2 % — чорних або афроамериканців - 0,5 % — корінних американців - 1,7 % — осіб інших рас |

До двох чи більше рас належало 1,5 %. Частка іспаномовних становила 7,1 % від усіх жителів.
За віковим діапазоном населення розподілялося таким чином: 28,7 % — особи молодші 18 років, 59,6 % — особи у віці 18—64 років, 11,7 % — особи у віці 65 років та старші. Медіана віку мешканця становила 34,6 року. На 100 осіб жіночої статі у переписній місцевості припадало 95,7 чоловіків;  на 100 жінок у віці від 18 років та старших — 91,7 чоловіків також старших 18 років.
Середній дохід на одне домашнє господарство  становив 100 959 доларів США (медіана — 86 084), а середній дохід на одну сім'ю — 114 505 доларів (медіана — 99 665). За межею бідності перебувало 3,9 % осіб, у тому числі 6,2 % дітей у віці до 18 років та 0,0 % осіб у віці 65 років та старших.
Цивільне працевлаштоване населення становило 2613 осіб. Основні галузі зайнятості: освіта, охорона здоров'я та соціальна допомога — 28,0 %, виробництво — 18,8 %, науковці, спеціалісти, менеджери — 14,7 %.